# Дон Карлос Маріа Ісідро де Бурбон
Дон Карлос Маріа Ісідро де Бурбон (ісп. Carlos María Isidro de Borbón; 29 березня 1788 — 9 березня 1855) — претендент на іспанський трон. Син короля Карла IV. До 1834 року — граф Моліна. Після смерті свого брата Фердинанда VII заявив про свої претензії на корону Іспанії, не визнавши дійсною Прагматичну санкцію 1789 року. Протистояв королеві-матері Марії Христині — регентці при малолітній доньці королеві Ізабелі ІІ.
Почалася так звана перша карлістська війна (прихильників дона Карлоса називали карлістами).

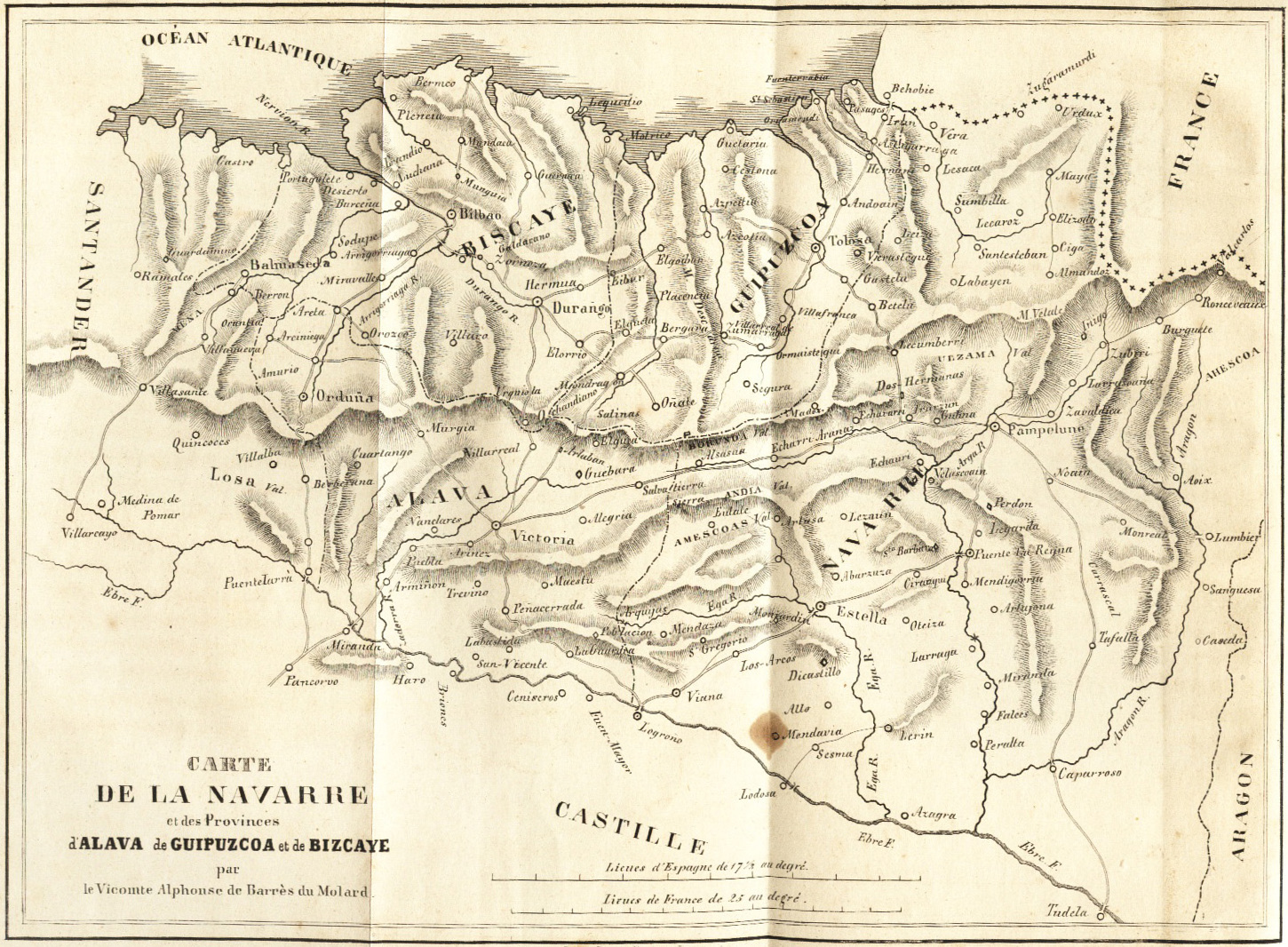
Райони Наварри, які підтримували дона Карлоса

Перша карлістська війна тривала з 1834 по 1839 роки. Гаслом карлістів було: «Бог, вітчизна, король й фуерос». Рух підтримували дрібні селяни, орендарі, дрібні ремісники, дворянство та духівництво.
Дону Карлосу не вдалося здобути прихильність більшості провінцій Іспанії. Його підтримували лише Країна Басків, Наварра, частина Каталоні. На внутрішній арені його визнали Карлом V Австрія, Пруссія, Росія, Королівство Обох Сицилій. У 1839 році карлісти остаточно були розбиті генералом Балдомеро Еспатеросом. Дон Карлом емігрував, помер у Трієсті (Австрійська імперія).

## Родина
Дружина — Марія Браганса
Діти:
- Карл (1818—1861)
- Хуан (1822—1887)
- Фернандо (1824—1861)